# Companhia Cinematográfica Brasileira

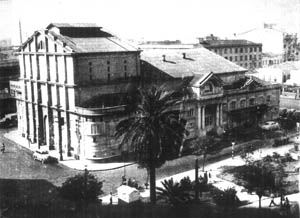
O Teatro Colombo

A Companhia Cinematográfica Brasileira (CCB) foi uma das primeiras iniciativas de concentração vertical da cadeia cinematográfica no Brasil, atuando entre 1911 e 1915, com sede no Rio de Janeiro. Fundada pelo empresário Francisco Serrador a partir da aquisição da distribuidora Marc Ferrez & Filhos, a CCB incorporou o modelo europeu de truste, exercendo controle sobre a distribuição e exibição de filmes estrangeiros, principalmente da produtora francesa Pathé Frères, então líder global no setor.
Durante sua breve atuação, a CCB introduziu no Brasil contratos de exclusividade, o modelo de filme extra, e formas de zoneamento da exibição, buscando monopolizar o circuito comercial de salas populares. Sua estrutura foi inspirada no modelo francês e visava adaptar a experiência cinematográfica à lógica do grande capital urbano da Belle Époque.
A companhia entrou em declínio após a Primeira Guerra Mundial, que dificultou a importação de filmes europeus, e acabou desmantelada por volta de 1915, quando perdeu a capacidade de abastecer o mercado frente à crescente concorrência de distribuidoras com acesso ao cinema norte-americano.

### Fundação e contexto
A CCB foi fundada em 1911, quando o empresário espanhol Francisco Serrador adquiriu a empresa Marc Ferrez & Filhos, que desde 1907 representava com exclusividade a produtora francesa Pathé Frères, à época a maior do mundo. Essa aquisição permitiu à nova companhia herdar contratos, equipamentos e uma rede de distribuição nacional já estabelecida.
A transição de Ferrez para Serrador simbolizou uma mudança no perfil do agente dominante no setor cinematográfico: do importador-fotógrafo para o empresário do espetáculo urbano, com perfil especulativo e visão de negócio voltada à integração da exibição e distribuição.

### Estrutura e modelo de negócios
A Companhia Cinematográfica Brasileira (CCB) foi pioneira no Brasil ao implantar um modelo de negócios baseado na integração vertical das atividades de distribuição e exibição cinematográfica. Seu funcionamento refletia diretamente a estratégia já adotada pela francesa Pathé Frères, cuja estrutura era centrada no controle simultâneo do fornecimento de filmes, das cópias e das salas exibidoras.
Ao adquirir a empresa Marc Ferrez & Filhos, a CCB herdou não apenas a representação da Pathé no Brasil, mas também uma rede de contatos com exibidores em várias capitais. A companhia passou a operar segundo contratos de exclusividade com os donos de salas, o que exigia que esses exibidores utilizassem apenas filmes fornecidos pela empresa, seguissem as condições comerciais impostas (como número de sessões, horários e preços) e abandonassem qualquer vínculo com concorrentes.
Além disso, a CCB introduziu no Brasil o conceito de “filme extra”, um tipo de atração cinematográfica de maior duração e apelo comercial, reservada às salas mais lucrativas do circuito. A empresa também adotou uma forma inicial de zoneamento da exibição, dividindo o território em áreas prioritárias e controlando o lançamento dos filmes de forma escalonada, o que aumentava o valor das sessões e a previsibilidade do retorno financeiro.
Outro aspecto importante do modelo era a padronização das “salas populares”, voltadas à classe média urbana. A CCB investia em ambientes acessíveis, mas bem organizados, com programação regular e condições padronizadas de exibição. Essa estratégia reforçava a lógica do consumo recorrente, transformando o cinema em um hábito urbano e capitalizado.

### Críticas e resistências
A atuação monopolista da CCB gerou forte reação por parte de empresários do setor. Figuras como Jácomo Rosário Staffa e Angelino Stamile lideraram a oposição ao que chamavam de “sindicato cinematográfico”, acusando a companhia de sufocar a concorrência com cláusulas contratuais abusivas e controle de preços.
A imprensa da época chegou a registrar denúncias públicas contra o truste, revelando o descontentamento dos exibidores autônomos, especialmente aqueles com acesso direto a fornecedores europeus fora do circuito da Pathé.

### Crise e dissolução
A eclosão da Primeira Guerra Mundial (1914) afetou profundamente o funcionamento da CCB. A guerra dificultou a importação de filmes franceses, sobretudo da Pathé, e desestabilizou o fornecimento de cópias novas ao mercado brasileiro. Ao mesmo tempo, empresas emergentes com acesso ao cinema norte-americano começaram a ganhar espaço no país.
A escassez de filmes, o aumento da concorrência e o desgaste das práticas de exclusividade enfraqueceram o modelo da CCB. Por volta de 1915, a companhia havia perdido grande parte de seu domínio e foi gradualmente desmantelada.

### Legado
Apesar de sua curta existência, a Companhia Cinematográfica Brasileira marcou uma inflexão no cinema brasileiro: foi a primeira tentativa de industrialização e centralização da cadeia de distribuição e exibição de filmes. Introduziu práticas comerciais duradouras como contratos de exclusividade, zoneamento geográfico de lançamentos e integração vertical do negócio cinematográfico.
Seu modelo antecipou o que décadas depois seria chamado de oligopólio da distribuição, e também expôs a fragilidade do Estado em regular práticas monopolistas no setor cultural à época.

### Referencias
1. ↑  Freire, Rafael de Luna (24 de dezembro de 2020). «A Companhia Cinematográfica Brasileira e a Marc Ferrez & Filhos: Discutindo a relação entre Francisco Serrador e a família Ferrez (1912-1915)». Vivomatografías. Revista de estudios sobre precine y cine silente en Latinoamérica (6): 116–148. ISSN 2469-0767. Consultado em 23 de julho de 2025
2. ↑  «O NEGÓCIO DO FILME: A DISTRIBUIÇÃO CINEMATOGRÁFICA NO BRASIL, 1907–1915 – MAM Rio». Consultado em 23 de julho de 2025
3. ↑  Freire, Rafael de Luna (24 de dezembro de 2020). «A Companhia Cinematográfica Brasileira e a Marc Ferrez & Filhos: Discutindo a relação entre Francisco Serrador e a família Ferrez (1912-1915)». Vivomatografías. Revista de estudios sobre precine y cine silente en Latinoamérica (6): 116–148. ISSN 2469-0767. Consultado em 23 de julho de 2025
4. ↑  «O NEGÓCIO DO FILME: A DISTRIBUIÇÃO CINEMATOGRÁFICA NO BRASIL, 1907–1915 – MAM Rio». Consultado em 23 de julho de 2025
5. ↑  «O NEGÓCIO DO FILME: A DISTRIBUIÇÃO CINEMATOGRÁFICA NO BRASIL, 1907–1915 – MAM Rio». Consultado em 23 de julho de 2025
6. ↑  Freire, Rafael de Luna (24 de dezembro de 2020). «A Companhia Cinematográfica Brasileira e a Marc Ferrez & Filhos: Discutindo a relação entre Francisco Serrador e a família Ferrez (1912-1915)». Vivomatografías. Revista de estudios sobre precine y cine silente en Latinoamérica (6): 116–148. ISSN 2469-0767. Consultado em 23 de julho de 2025
7. ↑  «O NEGÓCIO DO FILME: A DISTRIBUIÇÃO CINEMATOGRÁFICA NO BRASIL, 1907–1915 – MAM Rio». Consultado em 23 de julho de 2025
8. ↑  «O NEGÓCIO DO FILME: A DISTRIBUIÇÃO CINEMATOGRÁFICA NO BRASIL, 1907–1915 – MAM Rio». Consultado em 23 de julho de 2025
9. ↑  «O NEGÓCIO DO FILME: A DISTRIBUIÇÃO CINEMATOGRÁFICA NO BRASIL, 1907–1915 – MAM Rio». Consultado em 23 de julho de 2025
10. ↑  «O NEGÓCIO DO FILME: A DISTRIBUIÇÃO CINEMATOGRÁFICA NO BRASIL, 1907–1915 – MAM Rio». Consultado em 23 de julho de 2025
11. ↑  Souza, José Inácio de Melo (2019). Imagens do passado: São Paulo e Rio de Janeiro nos primórdios do cinema. [S.l.]: Editora Senac São Paulo. p. 191–205.
12. ↑  «O NEGÓCIO DO FILME: A DISTRIBUIÇÃO CINEMATOGRÁFICA NO BRASIL, 1907–1915 – MAM Rio». Consultado em 23 de julho de 2025
13. ↑  «O NEGÓCIO DO FILME: A DISTRIBUIÇÃO CINEMATOGRÁFICA NO BRASIL, 1907–1915 – MAM Rio». Consultado em 23 de julho de 2025
14. ↑  «O NEGÓCIO DO FILME: A DISTRIBUIÇÃO CINEMATOGRÁFICA NO BRASIL, 1907–1915 – MAM Rio». Consultado em 23 de julho de 2025
15. ↑  Freire, Rafael de Luna (24 de dezembro de 2020). «A Companhia Cinematográfica Brasileira e a Marc Ferrez & Filhos: Discutindo a relação entre Francisco Serrador e a família Ferrez (1912-1915)». Vivomatografías. Revista de estudios sobre precine y cine silente en Latinoamérica (6): 116–148. ISSN 2469-0767. Consultado em 23 de julho de 2025
16. ↑  «O NEGÓCIO DO FILME: A DISTRIBUIÇÃO CINEMATOGRÁFICA NO BRASIL, 1907–1915 – MAM Rio». Consultado em 23 de julho de 2025
17. ↑  Souza, José Inácio de Melo (2019). Imagens do passado: São Paulo e Rio de Janeiro nos primórdios do cinema. [S.l.]: Editora Senac São Paulo. p. 191-205